# Medicine Bow
Medicine Bow – miasto (town) w Stanach Zjednoczonych, w stanie Wyoming, w hrabstwie Carbon, położone w pobliżu rzeki Medicine Bow. W 2020 roku liczyło 245 mieszkańców.
W mieście i jego okolicach rozgrywa się akcja powieści Wirgińczyk (The Virginian) autorstwa Owena Wistera z 1902 roku.